# Vlag van oblast Kirov
De vlag van oblast Kirov is in gebruik sinds 26 juni 2003. De vlag is wit met twee banen, groen en blauw, aan de basis, elk 1/8 van de breedte van de vlag. Wit staat voor de zuiverheid van morele fundamenten, goedheid en bescheidenheid, en voor de sneeuw van de winter. Groen is een symbool van hoop, vreugde en gezondheid. Daarnaast staat groen voor de vruchtbaarheid van het land en de rijkdom van het bos. Blauw symboliseert trouw, eerlijkheid en onberispelijkheid en staat ook voor de rivier de Vyatka. In het midden van het witte veld staan het wapen van oblast Kirov, zo geplaatst dat de randen 1/8 van de breedte van de vlag zijn vanaf de boven- en onderkant van het veld. Op het wapen steekt een rechterhand uit de wolken die een getrokken pijl-en-boog vasthoudt. Linksboven op het schild staat een militair kruis met armen van gelijke grootte. Deze symbolen vertegenwoordigen de verdediging van het vaderland en de essentiële kwaliteiten van moed, dapperheid en militaire vaardigheid.